# Erövringen av Harran
Erövringen av Harran avser den medo-babyloniska belägringen och erövringen av den assyriska huvudstaden Harran som inleddes 610 f.Kr. Erövringen anses av många utgöra slutet för det assyriska imperiet.

## Bakgrund
Det assyriska imperiet hade från cirka 639 f.Kr. drabbats av flera kriser. Flera inbördeskrig och uppror samt en serie misslyckade krig mot Babylon nådde sin kulmen i och med att Babylonien, och senare även Medien, invaderade det assyriska riket. År 615 f.Kr. föll Arrapha till medierna och 614 f.Kr. gick staden Assur samma öde till mötes. Babylonierna och medierna allierade sig sedan med varandra och tillsammans intog de Assyriens huvudstad Nineve. Trots att de förlorat både sin huvudstad och sitt religiösa centrum fortsatte Assyrien att existera som ett enat rike. De assyriska trupperna drog sig tillbaka till Harran som gjordes till ny huvudstad och Ashur-uballit II kröntes till rikets nya konung. Både kung Nabopolassar av Babylonien och kung Kyaxares av Medien ansåg att det assyriska riket måste krossas fullständigt för att förhindra att det någonsin skulle bli ett hot igen. De båda rikena beslutade sig därmed för att tåga mot Harran.

## Belägringen
Efter att ha tillbringat några år med att säkra de erövringar som redan gjorts i Assyrien och besegra de assyriska fästningar som fortfarande höll ut begav sig medierna och babylonierna av mot Harran. Ashur-uballit II hade samlat den assyriska armén i området men hade inte gjort några större motanfall mot de invaderande rikena. När koalitionsarmén nådde Harran kan han istället ha flytt staden men detta är inte bekräftat. År 610 f.Kr. upphör de assyriska källorna helt och det antas därmed att det var detta år som belägringen påbörjades. Belägringen pågick sedan till år 609 f.Kr. innan staden slutligen föll. Det är möjligt att Ashur-uballit II flydde från staden i och med dess fall.

## Efterspel
I och med Harrans fall ansågs det assyriska riket officiellt ha upphört att existera. De kvarvarande assyriska trupperna gjorde under Ashur-uballit II ett misslyckat försök att återinta staden och Ashur-uballit II kan ha stupat i anfallet; det är dock möjligt att han överlevde och anslöt sig till den egyptiska armén. Egyptierna fortsatte kriget mot Babylon och Medien fram till år 605 f.Kr. när de besegrades i slaget vid Karkemish. Det är än en gång möjligt att Ashur-uballit II stupade i detta slag men han kan även ha dött av någon annan anledning innan slaget. I och med den egyptiska arméns nederlag anses det medo-babyloniska kriget mot Assyrien ha nått sitt slut.